# Фолькунги (рух)
Фолькунги — воєнізований рух середньовічної Швеції, що боровся проти централізації влади за рахунок влади місцевої знаті та права на самовизначення. Фолькунги відомі з Хроніки Еріка кількома повстаннями проти шведських монархів між 1210 та 1280 роками. Наприкінці XIII століття королівська влада зусиллями ярла Бірґера Маґнуссона назавжди придушила рух фолькунгів. Їхній останній лідер був страчений у 1280 році. Походження назви невизначене.

## Історія
Фолькунги вперше згадуються в королівських хроніках Вестерйотланда у реченні про Сверкера II Молодшого: «Folkungar togo liv av honom», що свідчить на причетність фолькунгів до його загибелі. Це сталося в битві при Єстільрені, хоча й досі є сумніви, чи справді відбулася битва. Деякі історики, як Адольфссон, вважають, що альянс переможців повстанців узяв ім'я свого загиблого командира ярла Фольке, і відтоді називався «фолькунгами».
Проте пізніші дослідження показали, що фолькунги були не просто нащадками ярла Фольке — натомість вони належали до різних шведських дворянських родів, об'єднаних прагненням боротися проти центральної влади у Швеції. Це була група місцевих правителів переважно з Уппланда та частково з Вестерйотланду, чиї прихильники були розкидані по всій Швеції, включаючи Естерйотланд. Фолькунги хотіли зберегти старі «свободи», включаючи вибори королів, і зберегти місцеву владу під своїм власним контролем. Багато фолькунгів походили зі стародавніх провінцій Свеаланду, протистоячи правлячим родинам того часу, які були переважно вихідцями з Йоталанду.
У XII та XIII століттях внутрішня політика Швеції була відзначена суперництвом між династіями Сверкерів і Еріків, лідери яких чергувалися на троні. Маючи центр влади у своїх володіннях, а також родинні зв'язки з королем Еріком Святим та династією Еріків, фолькунги, схоже, також змагалися з претендентами на престол із династією Сверкерів. Але фолькунги очолювалися та підтримували претендентів на престол із побічних ліній родини Еріка Святого.
Під час повстання 1229 року фолькунги перемогли в битві при Олустрі короля Еріка Ерікссона, який утік до Данії. Замість нього королем було обрано Кнута Довгого.
В середині XIII століття їх лідером став Гольмґер Кнутссон, син колишнього лідера фолькунгів Кнута Довгого і нащадок Еріка Святого. Після поразки при Спаррсетрі від армії шведського короля Еріка XI він утік і намагався сховатися, але на нього полювали королівські люди по всьому Уппланду, зрештою він потрапив до Єстрікланду, де його схопив і стратив ярл Бірґер, права рука короля Еріка.
Новим лідером фолькунгів став брат Гольмґера Філіп, який разом з деякими дворянами зіткнувся з армією Бірґера Ярла під Герревадсбру 1251 року. Коли він побачив, що зазнав поразки, він погодився зі своїми товаришами скласти зброю в обмін на обіцянку безпечного проходу, але їх було схоплено та обезголовлено.
Це фактично був кінець руху фолькунгів, який з тих пір не мав такої сили, а країною твердою рукою правив ярл Бірґер.

## Фолькунґи та династія Фолькунгів
Назва «фолькунг» дійсно з'являється ще в джерелах XII століття, але зазвичай не застосовується до членів династії. Давні історики, такі як Олаус Петрі (1493—1552) та Йоганнес Буреус (1568—1652), пізніше стали називати нащадків Бірґера Маґнуссона з Б'єльбу «Фолькунгами», що співвідноситься з інформацією про те, що люди роду з Б'єльбу приєдналися до фолькунгів. Династія відома як «дім Фолькунгів» з XVII століття, і ця назва досі широко використовується у довідниках.
Намагаючись уникнути плутанини з рухом фолькунгів, деякі сучасні історики стверджують, що «дім Б'єльбу» було б кращою назвою, оскільки там жив ярл Бірґер, і це найстаріша садиба родини. У будь-якому випадку члени цієї династії ніколи не використовували ім'я для позначення себе, оскільки родові імена не були широко поширені в Швеції до XVI століття, тому жодне ім'я не є більш «правильним» для династії, проте може призвести до плутанини.
Відтепер династію зазвичай називають «династією Б'єльбу», щоб уникнути непорозумінь і позначити різницю з історичною концепцією фолькунґів.